# Oburo
Oburo (Aburo) ist ein osttimoresischer Ort im Suco Deudet (Verwaltungsamt Lolotoe, Gemeinde Bobonaro). Das Dorf liegt im Süden der Aldeia Oe-Laca, auf einer Meereshöhe von 605 m, auf einem Bergrücken. Westlich und südlich fließt der Ruiketan.
Nur eine einfache Piste verbindet die Siedlung mit den Dörfern Mape und Tepa im Suco Opa, im Nordosten.